# 塔姓
塔姓，一個中文姓氏，现在此姓氏多分布在中國甘肃永昌、台湾台北、北京、河北、吉林等地，人数不多。

## 來源
目前該姓氏來源尚不清楚。

## 外部連結
[在维基数据编辑]
 《欽定古今圖書集成·明倫彙編·氏族典·塔姓部》，出自陈梦雷《古今圖書集成》